# Valencia (paso doble)
Pour les articles homonymes, voir Valencia.

Valencia est un paso doble écrit par le compositeur espagnol José Padilla Sánchez (1889-1960) en 1926.

## Présentation
Le premier enregistrement a été fait par Paul Whiteman en 1926.
Les paroles de la chanson sont fondées sur un cliché, une image idyllique et bucolique de Valence et du Pays valencien, celui de Valencia, jardín de flores (« Valence, jardin de fleurs »), réduisant la région à la huerta :
« Valencia es la tierra de las flores

de la luz y del amor.

Valencia, tus mujeres todas tienen

de la rosas el color.

Valencia, al sentir como perfume

en tus huertos el azahar

quisiera, en la tierra valenciana,

mis amores encontrar.

La blanca barraca, la flor de naranjo,

la huerta pulida de almendros en flor,

el Turia de plata y el cielo turquesa

[...] »
« Valence est la terre des fleurs

de lumière et d'amour.

Valence, tes femmes ont toutes

des roses la couleur.

Valence, quand je sens le parfum

de la fleur d'oranger dans tes vergers

je voudraism dans la terre valencienne,

trouver mes amours.

La hutte blanche, la fleur de l'oranger,

la huerta polie d'amandiers en fleurs,

le Turia d'argent et le ciel turquoise

[...] »
Cette image sera véhiculée et internationalisée par la chanson, qui remporta un grand succès et fut interprété par de nombreux chanteurs, de Carlos Gardel à Bing Crosby en passant par la chanteuse française Mistinguett ou, même, les Chœurs de l'Armée Rouge.